# Olipa
Olipa egy lakatlan sziget az Adriai-tengerben, Horvátországban, Dalmáciában, az Elafiti-szigetek legnyugatibb tagja.

## Leírása
Olipa a Pelješac-félsziget és a Jakljan-sziget között fekszik. Hosszúsága 1,3 km, szélessége 1,2 km, magassága pedig 206 m. Területe mindössze 0,9 km². Partvonala többnyire tagolatlan, 5 km hosszú. A déli parton, a Koločep és a Mljet csatornák közötti navigáció szempontjából fontos világítótorony áll. A sziget lakatlan, sziklás, nagy részét erdő borítja.

## Fordítás
Ez a szócikk részben vagy egészben  az   Olipa című horvát Wikipédia-szócikk ezen változatának fordításán alapul.  Az eredeti cikk szerkesztőit annak laptörténete sorolja fel. Ez a jelzés csupán a megfogalmazás eredetét és a szerzői jogokat jelzi, nem szolgál a cikkben szereplő információk forrásmegjelöléseként.